# Ligne 19 du tramway de Budapest
Pour les articles homonymes, voir Ligne 19.
La ligne 19 du tramway de Budapest (en hongrois : budapesti 19-es jelzésű villamosvonal) circule entre Bécsi út / Vörösvári út et Kelenföld vasútállomás. Cette ligne dessert le centre-ville de Budapest, traversant du côté de Buda les quartiers d'Óbuda hegyvidéke, Újlak, Víziváros, Tabán, Szentimreváros et Kelenföld.

## Tracé et stations

### Liste des stations
|  |   |  | Station                            | Correspondances | Arrondissement | Quartier                    | Desserte |
|  | - |  | ---------------------------------- | --- | -------------- | --------------------------- | --- |
|  | o |  | Bécsi út / Vörösvári út            | 1 17 41 137 160 218 237 260 260A 800 801 805 815 820 830 832 840 | 3e arr.        | Óbuda / Óbuda hegyvidéke    | |
|  | • |  | Váradi utca                        | 17 41 160 260 260A | 3e arr.        | Óbuda / Óbuda hegyvidéke    | |
|  | • |  | Szent Margit Kórház                | 17 41 160 260 260A | 3e arr.        | Óbuda / Óbuda hegyvidéke    | |
|  | • |  | Selmeci utca                       | 17 41 | 3e arr.        | Óbuda / Óbuda hegyvidéke    | |
|  | • |  | Katinyi mártírok parkja            | 17 41 | 3e arr.        | Óbuda / Óbuda hegyvidéke    | Amphithéâtre militaire d'Aquincum |
|  | • |  | Kolosy tér                         | 17 41 9 29 65 65A 109 111 165 | 3e arr.        | Újlak                       | Église paroissiale de la Visitation d'Újlak |
|  | • |  | Zsigmond tér                       | 17 41 9 109 | 2e arr.        | Újlak                       | Synagogue de Frankel Leó utca |
|  | • |  | Komjádi Béla utca                  | 17 41 | 2e arr.        | Újlak                       | |
|  | • |  | Szent Lukács Gyógyfürdő            | 17 41 | 2e arr.        | Újlak                       | Thermes Szent Lukács |
|  | o |  | Margit híd, budai hídfő H Gare HÉV | 4 6 17 41 9 26 91 109 191 226 291 | 2e arr.        | Víziváros                   | Tombeau de Gül Baba, Musée de la fonderie |
|  | • |  | Bem József tér                     | 41 109 | 2e arr.        | Víziváros                   | |
|  | o |  | Batthyány tér M+H Gare HÉV         | 41 11 39 109 111 | 1er arr.       | Víziváros                   | Batthyány tér, Église paroissiale Sainte-Anne de Felsővíziváros, Grandes halles de Batthyány tér                                                 |
|  | • |  | Halász utca                        | 41 | 1er arr.       | Víziváros                   | Budai Vigadó, Temple réformé de Szilágyi Dezső tér                                                                                               |
|  | • |  | Clark Ádám tér                     | 41 16 16B 105 Budavári Sikló | 1er arr.       | Víziváros                   | Clark Ádám tér, Palais Lánchíd, Palais de Budavár, Palais Sándor                                                                                 |
|  | • |  | Várkert Bazár                      | 41 | 1er arr.       | Víziváros                   | Bazar du jardin du Château, Kiosque du jardin du Château                                                                                         |
|  | o |  | Rudas Gyógyfürdő                   | 41 56 56A 7 | 1er arr.       | Tabán                       | Statue de Gérard de Csanád, Gellért-hegy, Thermes Rudas, Thermes Rác                                                                             |
|  | o |  | Szent Gellért tér – Műegyetem M    | 41 47 47B 48 49 56 56A 7 133E | 11e arr.       | Szentimreváros / Lágymányos | Szent Gellért tér, Hôtel Gellért, Thermes Gellért, Église troglodyte Notre-Dame-des-Hongrois, Université polytechnique et économique de Budapest |
|  | • |  | Gárdonyi tér                       | 41 47 47B 48 49 56 56A | 11e arr.       | Szentimreváros / Lágymányos | |
|  | o |  | Móricz Zsigmond körtér M           | 6 17 41 47 47B 48 49 56 56A 61 7 27 33 114 213 214 240 | 11e arr.       | Szentimreváros / Lágymányos | |
|  | • |  | Kosztolányi Dezső tér              | 49 7 53 58 114 150 153 154 212 213 214 240 | 11e arr.       | Szentimreváros              | Lac Feneketlen |
|  | • |  | Karolina út                        | 49 7 58 114 153 213 214 | 11e arr.       | Kelenföld                   | |
|  | • |  | Csóka utca                         | 49 | 11e arr.       | Kelenföld                   | |
|  | • |  | Szent Gellért templom              | 49 | 11e arr.       | Kelenföld                   | |
|  | o |  | Kelenföld vasútállomás M Gare MÁV  | 1 49 8E 40 40B 40E 58 87 88 88A 88B 101B 101E 103 141 150 153 154 172 173 187 188 188E 250 250B 251 251A 272 689 691 710 712 715 720 722 724 725 727 731 732 734 735 736 760 762 763 767 770 774 775 777 778 798 799 1 30 30A 40 40A | 11e arr.       | Kelenföld                   | Gare routière de Kelenföld |